# Milam, Texas
Milam là một nơi ấn định cho điều tra dân số (CDP) thuộc quận Sabine, tiểu bang Texas, Hoa Kỳ. Năm 2010, dân số của nơi này là 1480 người.

## Dân số
- Dân số năm 2000: 1329 người.
- Dân số năm 2010: 1480 người.